# Прокажённая (фильм, 1936)
«Прокажённая» (пол. Trędowata) — чёрно-белый польский кинофильм 1936 года в жанре мелодрамы, вторая экранизация одноимённого популярного романа Хелены Мнишек.

## Премьеры
Премьерный показ в Польше — 17 сентября 1936 года (Варшава).
Мировая премьера — 30 декабря 1936 года (США).

## Сюжет
Дворянин Григорий Рудецкий, владелец имения в провинции, близок к банкротству. Когда узнает об этом Эдмунд Протницкий, расчётливый делец, положивший глаз на приданое его дочери Стефки (Стефании), то он расторгает только недавно состоявшуюся помолвку. Несчастная Стефания, желая найти утешение после любовной неудачи, покидает отчий дом и уезжает в Варшаву, где находит работу в имении ордината Вальдемара Михоровского, ей предложено место гувернантки для воспитания молодой девушки Люции, кузины Вальдемара и дочери баронессы Идалии Эльжановской, также проживающей в имении.
Между Стефанией и Вальдемаром рождается чувство, которое за короткое время перерастает в большую любовь. Однако, на пути их счастья встают условности — родственники уже подыскали ему богатую невесту, Меланию Барскую. В поместье Михоровских намечается бал, на котором и предполагалось объявить о помолвке ордината с Меланией.
Тем временем, в поместье появляется и Протницкий, приехавший в качестве практиканта. И здесь он задумывает осуществить свою мечту — жениться на денежной девице, на сей раз выбрав в качестве таковой Люцию.
Во время бала Вальдемар Михоровский демонстративно игнорирует намеченную ему в невесты Меланию и весь вечер танцует только со Стефанией, чем повергает собравшийся бомонд в шоковое состояние. А обиженный и униженный таковым раскладом, отец Мелании, граф Барский, бросает Вальдемару фразу: «В наше общество так легко не входят. Эта особа будет всегда для нас — прокажённая», — после чего не простившись с хозяевами он с дочерью удаляются. Однако при этом Мелания, отъезжая от поместья, из кареты замечает Стефанию, бегущую в домик для гостей, находящийся на территории поместья и решает проследить за ней.
Стефания бежит в этот домик отнюдь не на свидание, а для того, чтобы уберечь от необдуманных действий свою подопечную Люцию, которой там назначил встречу Протницкий. Забрав Люцию, она тем не менее теряет там браслет, подарок Вальдемара. Браслет оказывается в руках у Протницкого, и следившая за происходящим Мелания Барская теперь знает об этом.
Спустя какое-то время после бала, на семейном совете Вальдемар объявляет, что желает взять в жёны Стефанию Рудецкую. Его бабка, глава рода, княгиня Подхорецкая против, поддерживают её и остальные собравшиеся родственники. И только князь Мацей Михоровский даёт Вальдемару своё благословение. Он сам когда-то не смог устоять против воли семьи, женившись не по-любви, и всю жизнь раскаивающийся за свою слабость. Вальдемар же, не получив всеобщего одобрения от семейного клана, уезжает из поместья.
Уезжает и Стефания, получившая письмо от родителей, просящих её вернуться домой, ибо и до них дошли сплетни о «неподобающем поведении» дочери. Дома, от родителей она узнает о семейной тайне — это именно её бабушка была помолвлена с князем Мацеем Михоровским, это именно её он когда-то любил, но женился на другой, выполнив волю семьи.
Княгиня Подхорецкая поразмыслив, всё же даёт согласие на брак внука, но поздно, ибо в это время Стефанию навестила несостоявшаяся невеста Вальдемара, Мелания Барская, шантажируя её потерянным браслетом. Мелания требует от Стефании разрыва с Вальдемаром, требует забыть его, иначе она предаст огласке тот, якобы, факт, что Стефания встречалась в домике для гостей с Протницким, тряся перед ней потерянным браслетом. И хотя это не так, но Стефания дала слово Люции, что никому не расскажет о её свидании с Протницким. После ухода Барской, Стефания не выдержав удара судьбы и пережитого нервного срыва, заболевает.
Примчавшийся к её постели Вальдемар рыдает подле умирающей любимой.

## Съёмочная группа
- Режиссёр — Юлиуш Гардан
- Продюсер — Ежи Старчевский
- Авторы сценария — Юлиуш Гардан, Ян Фетке
- Оператор — Северин Штайнвурцель
- Композитор — Владислав Эйгер
- Художники-постановщики — Стефан Норрис, Яцек Ротмиль
- Художники по костюмам — Геня Галевская, Максимилиан Апфельбаум

## В ролях
- Эльжбета Барщевская — Стефания Рудецкая
- Франтишек Бродневич — Вальдемар Михоровский
- Мечислава Цвиклиньская — Идалия Эльжановская, баронесса
- Станислава Высоцкая — Подхорецкая, княгиня
- Тамара Вишневская — Люция, дочь Эльжановской
- Зофия Линдорф — Рита
- Ирена Малькевич — Мелания, дочь Барского
- Ванда Яршевская — Цвилецкая, графиня
- Алина Хальская — Рудецкая
- Мария Божеевичувна — дочь Цвилецкой
- Казимеж Юноша-Стемповский — Мацей Михоровский, князь
- Вацлав Павловский — Пронтицкий
- Юзеф Венгжин — Рудецкий
- Владислав Грабовский — Треска, граф
- Зыгмунт Хмелевский — Барский, граф
- Людвик Фрицше — камердинер
- Юзеф Зейдовский — доктор

Актёры Юзеф Венгжин и Людвиг Фрицше, исполнители ролей в этой версии «Прокажённой», играли и в первой (немой, 1926 года) экранизации, причём Венгжин исполнил ту же самую роль Радецкого.

## О фильме
Последняя довоенная и вторая из четырёх экранизаций знаменитого романа Елены Мнишек. Это бесспорно один из лучших польских фильмов той поры, он был тепло встречен зрителями и критикой. Для Эльжбеты Барщевской это было лишь второе появление на экране, но переломное для всей её карьеры — именно после успеха этой киноленты, актриса, что называется «проснулась звездой».

## Сиквел
- Ординат Михоровский / Ordynat Michorowski (Польша, 1937, режиссёр Хенрик Шаро, в роли Вальдемара Михоровского — Франтишек Бродневич). Актёры практически те же самые, кроме, разумеется Эльжбеты Барщевской, так как её героиня умирает в первом фильме. Фильм более слабый, менее успешный, да и Вальдемар Михоровский здесь уже как бы на втором плане, главные страсти в сиквеле развиваются вокруг его кузины Люции, за руку и сердце которой сражаются (в прямом смысле — на дуэли) двое её воздыхателей. Кстати, сиквел «Прокажённой» имеет свой ремейк — телеспектакль Ординат Михоровский (Польша, 1970, режиссёр Рышард Завидовский).

## Другие экранизации
- Прокажённая (Польша, 1926, режиссёры: Эдвард Пухельский, Болеслав Межеевский; в роли Стефании — Ядвига Смосарская, в роли Вальдемара Михоровского — Болеслав Межеевский) — фильм не сохранился.
- Прокажённая (Польша, 1976, режиссёр Ежи Гофман, в роли Стефании Рудецкой — Эльжбета Старостецкая, в роли Вальдемара Михоровского — Лешек Телешиньский).
- Прокажённая (ТВ сериал, Польша, 2000, режиссёры: Войцех Равецкий, Кшиштоф Ланг; в роли Стефании Радецкой — Анита Соколовская, в роли Вальдемара Михоровского — Томаш Мандес).